# Molecuulorbitaaltheorie

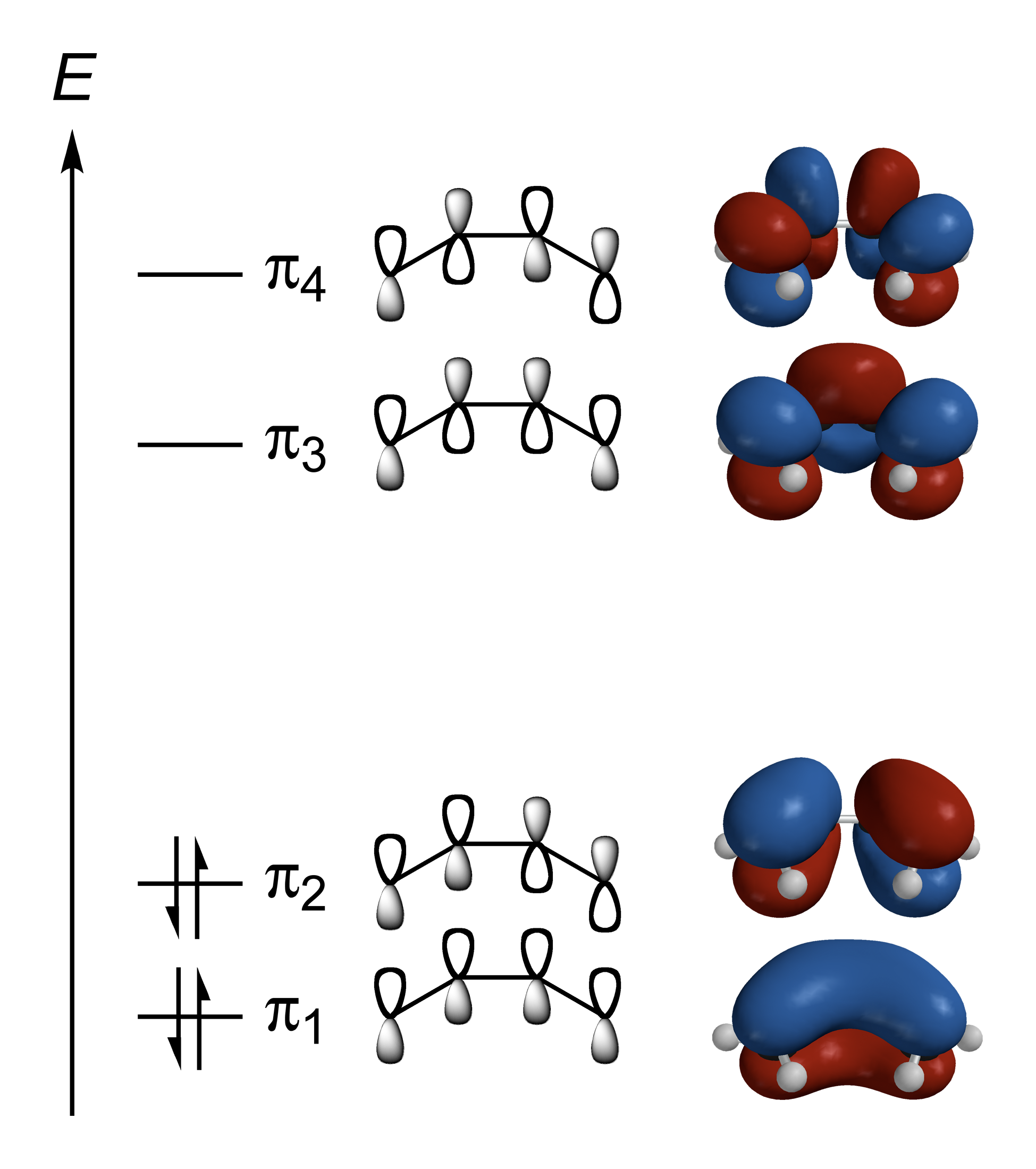
Molecuulorbitalen van butadieen

De molecuulorbitaaltheorie (MO-theorie of MOT) is ontstaan uit het kwantummechanisch atoommodel en bekijkt een molecuul als een geheel, dit in tegenstelling tot de valentiebindingstheorie (VB) en de Lewistheorie.
De MO-theorie kan van elke molecuul een perfecte beschrijving geven, maar bij grotere moleculen zullen de berekeningen erg complex worden. Daarom gebruikt men in de praktijk meestal een tussenvorm van VB- en MO-theorie. De gelokaliseerde elektronen gaat men beschrijven met de VB-theorie (dit noemt men dan het VB-frame) en de gedelokaliseerde elektronen plaatst men dan met behulp van de MO-theorie in dit VB-frame.

## Historisch perspectief
De ontwikkeling van de kwantumtheorie in de eerste decennia van de 20e eeuw leidde vooral tot een beschrijving van het gedrag van één of twee elektronen rond geïsoleerde atomen. Complexere systemen waren met de toen (en eigenlijk ook nu) beschikbare middelen niet te berekenen. De complexiteit kan op twee manieren toenemen:
- het aantal elektronen wordt groter. De elektronen zijn allemaal geladen en hebben dus invloed op elkaar, en geen van de elektronen staat stil.
- het aantal atomen wordt groter. De elektronen kunnen zich rond meerdere kernen gaan bewegen en geen van die kernen staat stil.
- de echt interessante moleculen hebben én meer elektronen én meer atomen.

In de tijd dat berekeningen vooral met potlood en papier gedaan moesten worden was dit een te grote opgave. Om hiermee toch te kunnen werken moeten bepaalde effecten verwaarloosd worden. Of de verwaarlozing terecht is, blijkt als het resultaat van de berekening overeenkomt met de werkelijkheid. Een van de eersten die met een goed kloppende set uitgangspunten (verwaarlozingen) kwam was Erich Hückel die in de jaren 60 van de 20e eeuw zijn benaderingen publiceerde. Met de opkomst van de moderne computer wordt op dit terrein veel vooruitgang geboekt.